# Chondropetalum
Chondropetalum  es un género con 23 especies de plantas herbáceas perteneciente a la familia Restionaceae. Es originario de Sudáfrica en la Provincia del Cabo.

## Especies deChondropetalum
| - Chondropetalum acockii - Chondropetalum aggregatum - Chondropetalum albo-aristatum - Chondropetalum andreaeanum - Chondropetalum capitatum - Chondropetalum chartaceum - Chondropetalum decipiens - Chondropetalum deustum - Chondropetalum ebracteatum - Chondropetalum esterhuyseniae - Chondropetalum hookerianum | - Chondropetalum insigne - Chondropetalum longiflorum' - Chondropetalum macrocarpum - Chondropetalum marlothii - Chondropetalum microcarpum - Chondropetalum mucronatum - Chondropetalum nitidum - Chondropetalum nudum - Chondropetalum paniculatum - Chondropetalum rectum - Chondropetalum tectorum - Chondropetalum tinctorium |